# Elecciones generales de las Islas Cook de 2018
El 14 de junio de 2018 se celebraron elecciones generales en las Islas Cook para elegir a los 24 miembros del Parlamento de las Islas Cook. Cabe destacar que las islas están en libre asociación con Nueva Zelanda desde el 4 de agosto de 1965, poniendo fin a su estatus colonial anterior.

## Sistema electoral
Los 24 miembros del Parlamento de las Islas Cook son elegidos entre circunscripciones de un solo miembro por escrutinio mayoritario uninominal.

## Resultados
| Partido                                                               | Partido                            | Votos | %     | escaños | +/–   |
| --------------------------------------------------------------------- | ---------------------------------- | ----- | ----- | ------- | ----- |
|                                                                       | Partido de las Islas Cook          | 3,654 | 42.30 | 10      | –3    |
|                                                                       | Partido Alianza Democrática        | 3,620 | 41.91 | 11      | +2    |
|                                                                       | Movimiento de las Islas Cook       | 934   | 10.81 | 1       | –1    |
|                                                                       | Titikaveka Oire                    | 97    | 1.12  | 0       | 0     |
|                                                                       | Alternative Must Ravenga Openga    | 7     | 0.08  | 0       | Nuevo |
|                                                                       | Independientes                     | 326   | 3.77  | 2       | +2    |
| Votos inválidos y en blanco                                           | Votos inválidos y en blanco        |       | –     | –       | –     |
| Total                                                                 | Total                              | 8,638 | 100   | 24      | 0     |
| Votantes registrados/participación                                    | Votantes registrados/participación |       |       | –       | –     |
| Fuente: MFRM Archivado el 13 de noviembre de 2018 en Wayback Machine. |                                    |       |       |         |       |

## Formación de gobierno
El 7 de julio de 2018, el Partido de las Islas Cook formó una alianza con los parlamentarios independientes Rose Toki-Brown y Robert Tapaitau, y George Maggie, del Movimiento de las Islas Cook, para retener el poder. Toki-Brown, Tapaitau y Maggie fueron nombrados miembros del gabinete, reemplazando a los ministros que habían perdido sus escaños.[cita requerida]